# Algorytm (album)
Algorytm – czwarta solowa płyta warszawskiego producenta muzycznego Mikołaja "Noona" Bugajaka, wydana 20 kwietnia 2018 roku nakładem wytwórni Nowe Nagrania. EP-ka ta była promowana przez 2 single: "Rian" (do którego powstał teledysk), oraz "Phantom Power". Nagrania zrealizowano w Gdańsku, Gdyni, Warszawie, Paryżu i Bari.

Twórca wypowiedział się o albumie  następująco: 

„ALGORYTM” wyłonił się z setek notatek spisanych na brudno. To skompilowany dziennik, który nie został oparty na sprawdzonych rozwiązaniach, a na szczątkach kompozycji powstałych w 2010 roku. Melodie lub pomysły niczym wskazówki nie dawały mi spokoju przez lata. Były jak równania, które muszę rozwiązać wyłącznie w oparciu o intuicję.
 „ALGORYTM” domyka trylogię, której niepozorny początek dały EP „Pewne sekwencje”, a wyraźnym zwrotem w nieznane był album „Dziwne dźwięki i niepojęte czyny”. Wieloletnia praca nad własnym stylem, okazała się praktyczną medytacją, a co najważniejsze akceptacją niedoskonałości.

## Lista utworów
Opracowano na podstawie źródła.
1. "Rian" – 8:05
2. "Phantom Power" – 4:42
3. "Grounded" – 7:50
4. "Droga" (gość. Adam Strug) – 7:52

## Twórcy
Opracowano na podstawie materiału źródłowego.
- Mikołaj Bugajak – produkcja (utwory 1-4), muzyka (utwory 1-4), sampler (utwory 1-4), syntezatory (utwory 1-4)

- Bartosz Mikołaj Nazaruk – perkusja (utwory 1-4)

- Stefan Wesołowski – fortepian (utwory 1-4)

- Karol Czajkowski – gitara elektryczna (utwór 1)

- Karolina Rec – wiolonczela (utwór 1, 3)

- Piotr Połoz – gitara basowa (utwór 3)

- Adam Strug – tekst, wokal (utwór 4)